# Liste der italienischen Gouverneure von Libyen
Das vom Königreich Italien besetzte Libyen war von 1911 bis 1943 von italienischen Truppen besetzt und hatte fremde Herrscher (Gouverneure).

## Gouverneure von Tripolitanien
Die italienischen Gouverneure von Tripolitanien (1911–1933):
- Raffaele Borea Ricci d’Olmo, 1911
- Carlo Caneva, 1911–1912
- Ottavio Ragni, 1912–1913
- Vincenzo Garioni, 1913–1914
- Luigi Druetti, 1914–1915
- Iulio Cesare Tassoni, 1915
- Giovanni Battista Ameglio, 1915–1918
- (vakant, 1918–1920)
- Luigi Mercatelli, 1920–1921
- Giuseppe Volpi, Conte di Misurata, 1921–1925
- Emilio De Bono, 1925–1929
- Pietro Badoglio, 1929–1933

## Gouverneure der Cyrenaica
Die italienischen Gouverneure der Cyrenaica (1911–1935):
- Ottavio Briccola, 1911–1913
- Giovanni Battista Ameglio, 1913–1918
- Vincenzo Garioni, 1918–1919
- Giacomo De Martino, 1919–1921
- Luigi Pinter, 1921–1922
- Eduardo Baccardi, 1922
- Luigi Bongiovanni, 1923–1924
- Ernesto Mombelli, 1924–1926
- Attilio Teruzzi, 1926–1928
- Domenico Siciliani, 1929–1930
- Rodolfo Graziani, Marchese di Neghelli, 1930–1934
- Guglielmo Nasi, 1934–1935

## Generalgouverneure von Libyen
Die italienischen Generalgouverneure von Italienisch-Libyen (1934–1943):
- Italo Balbo, 1. Januar 1934 – 28. Juni 1940
- Rodolfo Graziani, Marchese di Neghelli, 1. Juli 1940 – 25. März 1941
- Italo Gariboldi, 25. März 1941 – 19. Juli 1941
- Ettore Bastico, 19. Juli 1941 – 2. Februar 1943
- Giovanni Messe, 2. Februar 1943 – 13. Mai 1943 (geschäftsführend)

1943 Besetzung durch britische Truppen